# Кошелев, Леонид Александрович
Леони́д Алекса́ндрович Ко́шелев (20 декабря 1979) — узбекский футболист, полузащитник. Выступал в сборной Узбекистана.

## Карьера
Начинал профессиональную карьеру в наманганском «Навбахоре», где провёл четыре сезона, выиграл в его составе кубок и суперкубок страны. Затем 4,5 сезона выступал за ташкентский «Пахтакор», многократно побеждал в его составе в чемпионате и кубке страны. Летом 2005 года перешёл в ярославский «Шинник», где провёл полтора сезона, сыграв в Премьер-лиге 14 матчей (1 гол), в Кубке России 4 матча, в первенстве дублёров 13 матчей (1 гол). В сезоне 2007 года вновь выступал за «Пахтакор», выиграв с ним Кубок Содружества и очередной чемпионский титул. Затем играл за самаркандское «Динамо» и гузарский «Шуртан», ныне выступает за зарафшанский «Кызылкум».

## Достижения
«Навбахор»
- Обладатель Кубка Узбекистана: 1998
- Обладатель Суперкубка Узбекистана: 1999

«Пахтакор»
- Победитель Кубка Содружества: 2007
- Чемпион Узбекистана: 2002, 2003, 2004, 2005, 2007
- Обладатель Кубка Узбекистана: 2001, 2002, 2003, 2004